# Modulant
Modulant, wyraz modalny – nieodmienna część mowy, znaczeniowo samodzielna, lecz niewchodząca w związki składniowe (pozostająca poza strukturą wypowiedzenia lub wykazująca luźny związek z pozostałymi leksemami w zdaniu). Modulanty to klasa wyrazów, do której zaliczamy (szeroko rozumiane) tradycyjne partykuły oraz niektóre przysłówki.
Modulanty wskazują stosunek mówiącego do wypowiadanej treści (za ich pomocą wyrażamy niedowierzanie, powątpiewanie, niezadowolenie, pragnienie itd.). Są to wyrazy, których usunięcie ze zdania nie powoduje zmiany zasadniczego znaczenia wypowiedzi, np. niestety, doprawdy, naturalnie, dopiero, rzekomo.

## Typy modulantów
Ze względu na ich zastosowanie wyróżniamy następujące typy modulantów:
- sytuujące
  - Tylko Basia umie piec naleśniki.
  - Już wczoraj o tym mówiliśmy.
  - Dopiero dzisiaj to mówiłem.
  - Mówiłem to właśnie do Ciebie.

- waloryzujące

Czyli te, które wzmacniają semantyczny wydźwięk wypowiedzi. 
- - Przyjedziesz?
  - Tak, przyjadę.
  - Nie, nie przyjadę.
  - Owszem, przyjadę.

- modalne

Określają rodzaj postawy mówiącego:
- osądzające, np. na pewno, niezawodnie, pono, snadź,
  - pytające, np. czy, -li [znasz-li ten kraj], no,
  - życzące, np. niech, bodaj, aby, niechby.

- afektujące

Pojawiają się, gdy osoba mówiąca bezwiednie (np. pod wpływem emocji) powtarza dany wyraz:
- - no,
  - raczej,
  - nie,
  - powiedzmy,
  - na przykład.

- wprowadzające
  - mianowicie,
  - ewentualnie,
  - na przykład.